# Quercegrossa
Quercegrossa (localmente Quercia) è una frazione dei comuni italiani di Castelnuovo Berardenga e Monteriggioni, nella provincia di Siena, in Toscana.
È situata nel cuore della zona del Chianti, lungo la Strada statale 222 Chiantigiana oltre Castellina in Chianti e dopo la frazione di Fonterutoli, in direzione Siena.

## Geografia fisica

### Territorio
- Classificazione sismica: zona 2 (sismicità medio-alta), Ordinanza PCM 3274 del 20/03/2003 del comune di Castelnuovo Berardenga

### Clima
- Classificazione climatica: zona D, 2099 GR/G
- Diffusività atmosferica: alta, Ibimet CNR 2002

## Storia
Il borgo di Quercegrossa è citato per la prima volta in documenti risalenti al 1111. All'inizio del XIII secolo ha svolto un ruolo importante nella linea difensiva della Repubblica di Siena, opposta a Firenze. Fu poi distrutto dai fiorentini nella guerra del 1232 e subito ricostruita a presidio dei confini senesi.
Attualmente, il paese si divide sostanzialmente in tre sezioni, per lo più indistinte tra di esse:
-Il borgo originario, denominato "Quercia", assai esiguo rispetto a come era prima dei bombardamenti che l'hanno distrutto: consiste nella piazzetta "Jacopo della Quercia", nei resti dell'antico castello (attualmente abitato), e in altre, ma poche, case confinanti a questi due nuclei.
-La parte più moderna, e la più estesa, che si sviluppa dal borgo in direzione di Siena, con varie diramazioni ad Est e ad Ovest. In questa sezione meno antica vi sorge però la Chiesa dei Santi Giacomo e Niccolò, databile al XIII secolo e ancora operativa, seppur sia stata costruita nel 2011 una chiesa più grande e di impianto più moderno, a 200 metri circa dall'antica collegiata.
-Il Mulino di Quercegrossa, ufficialmente fuori dai confini paesani, a circa 2 km dalla frazione in direzione di Firenze. Qui vi sorgeva l'antico mulino, dove gli abitanti andavano ad attingere l'acqua fino al secolo scorso. Attualmente vi è presente un agriturismo e una piscina all'aperto, fra le più grandi della Toscana, di proprietà dell'agriturismo ma aperta a tutti.

## Monumenti e luoghi d'interesse

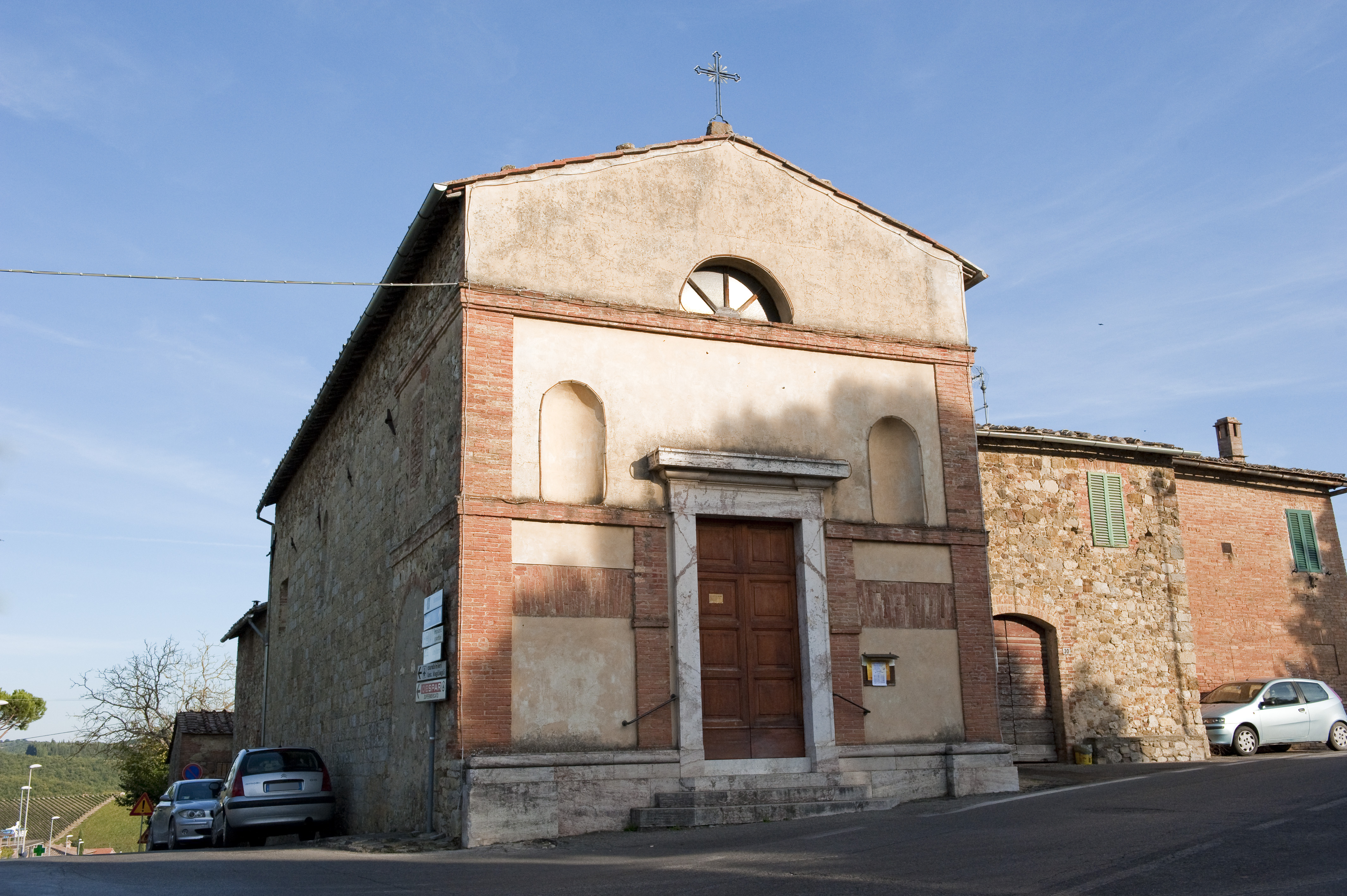
La chiesa dei Santi Giacomo e Niccolò

### Architetture religiose
- Chiesa dei Santi Giacomo e Niccolò, faceva parte dell'ospedale che, fondato da Giacomo di Falcone nel XIII secolo, già nel XVII secolo aveva cessato le sue funzioni. Al suo interno una Pietà in terracotta policroma del XV secolo.
- Chiesa di Santa Maria, qui ubicata, risalente al XII secolo, di cui non rimane alcuna traccia.

### Monumenti civili

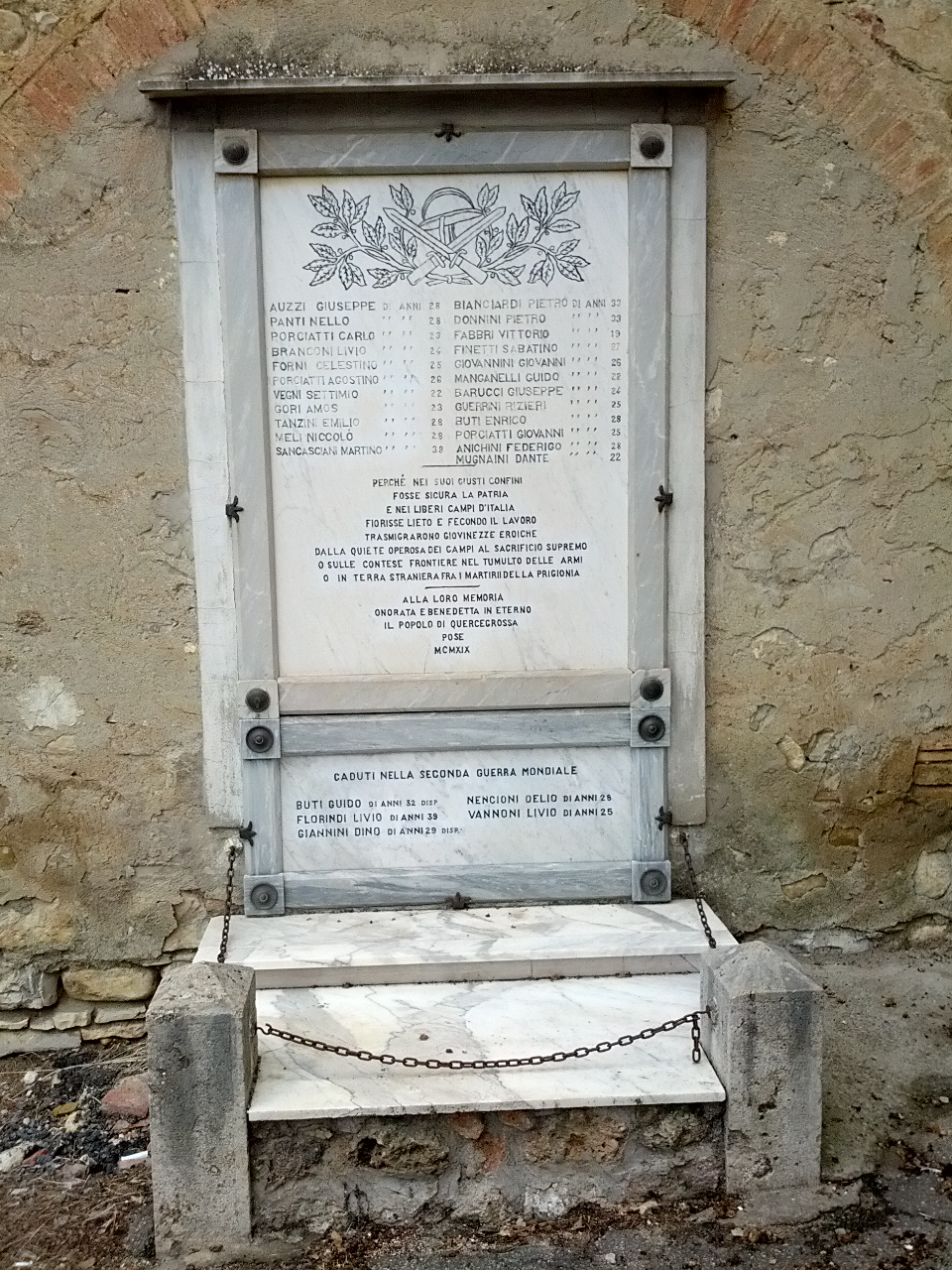
Lapide commemorativa ai caduti della 1ª e 2ª Guerra mondiale

- Lapide ai caduti della Prima e della Seconda Guerra mondiale

## Economia

### Agricoltura
Nel territorio della frazione, e in entrambi i comuni in cui è diviso, si producono vino rosso e olio extravergine d'oliva Chianti Classico.

### Servizi
Tra i servizi presenti nella frazione vi è una ludoteca autogestita a partecipazione femminile.

## Infrastrutture e trasporti

### Mobilità urbana
Un'autolinea collega Quercegrossa, assieme a Castellina Scalo, altra frazione di Monteriggioni, a Siena. Recentemente, grazie all'accordo col comune di Monteriggioni, sono state aumentate le corse.

## Galleria d'immagini

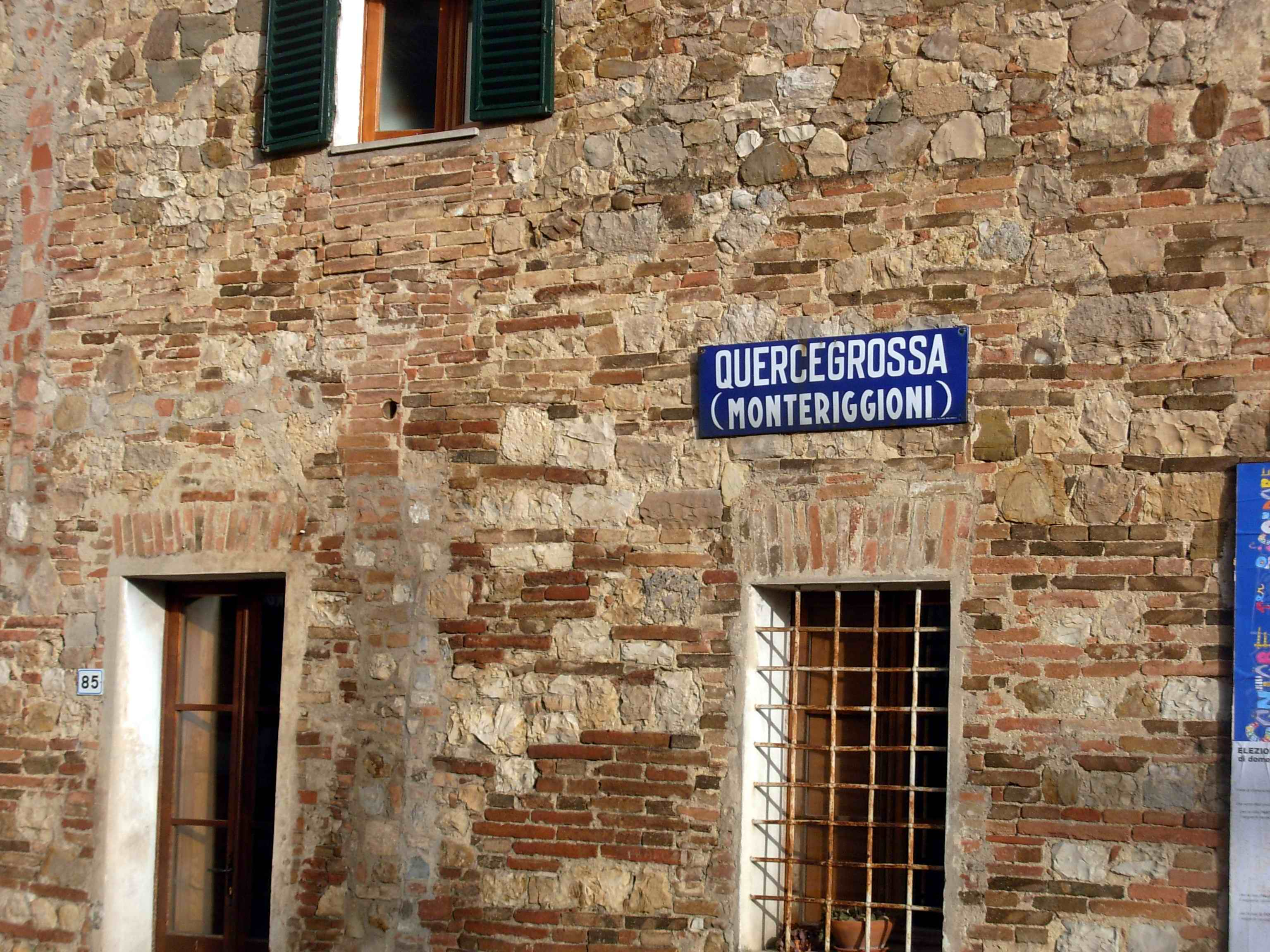
Un vecchio cartello indicatore
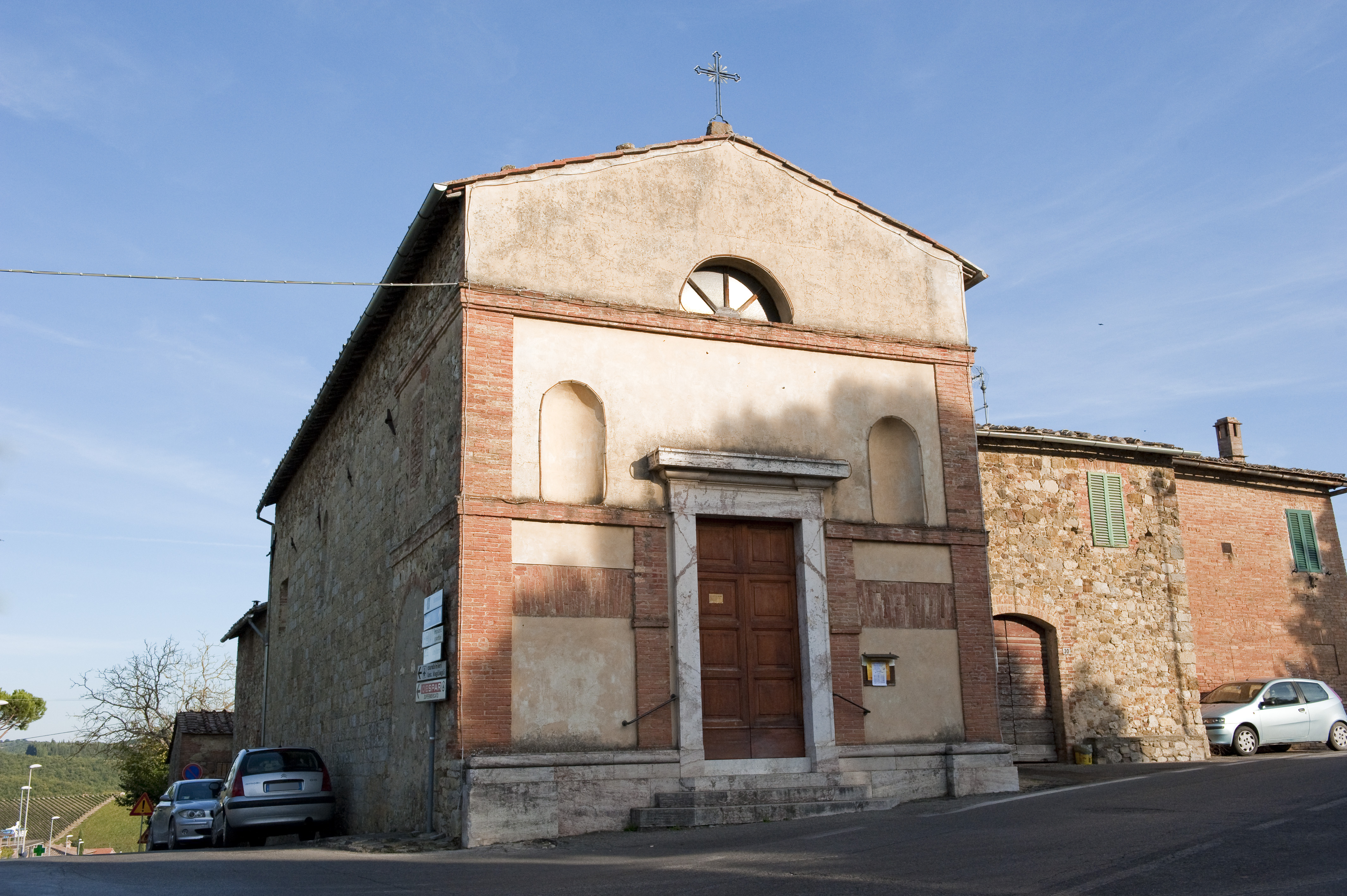
La facciata della chiesa principale
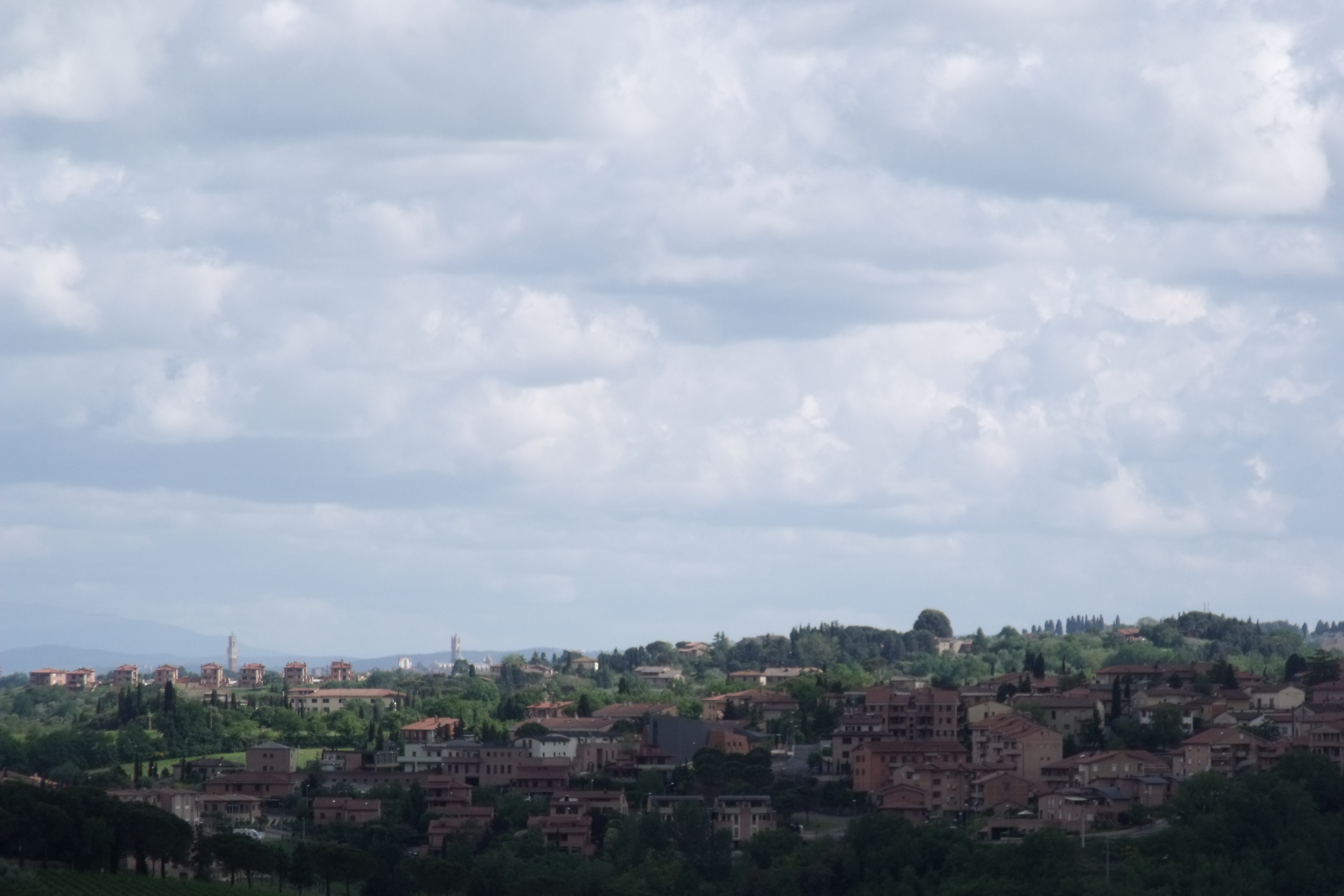
Panorama dalla frazione di Quercegrossa
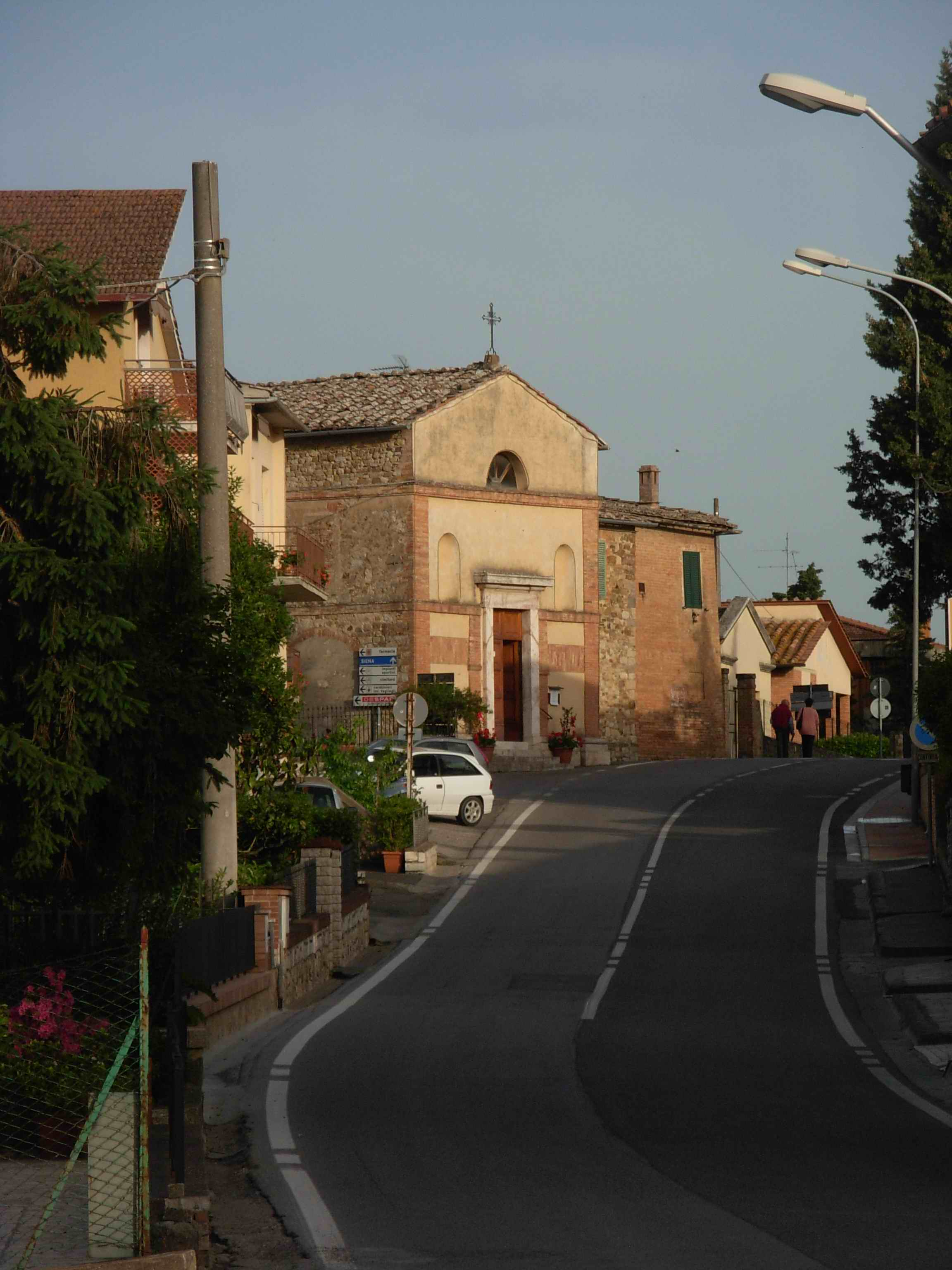
La via Chiantigiana